# Крестовоздвиженская церковь (Тюмень)
Храм Воздви́жения Честно́го и Животворя́щего Креста́ Госпо́дня — православный храм в Тюмени. Относится к Тобольско-Тюменской епархии Русской Православной Церкви.

## История
Закладка храма, средства на строительство которого предоставили прихожане, состоялась на южной оконечности Затюменского мыса в 1774 году, в то время как освящение — в 1791 году.
К 1837 году относится возведение вокруг храма каменной ограды с двумя воротами. В 1873 году на церковной земле были построены дома для причта.
В 1900-х годах в число попечителей церкви входили купцы Колокольниковы, в то же время попечители всего близлежащего квартала.
В приход входили 4 деревни: Воронина, Княжева, Метелева, Казанская. Причт состоял из священника и псаломщика.
В советский период церковь была закрыта, с куполов были сброшены кресты, а само здание храма использовалось под мастерские сельхозтехникума, школу ДОСААФ, стрелковый тир и студенческий клуб.
В 1993 году церковь была передана Тобольско-Тюменской епархии, что повлекло за собой возобновление богослужения. Впоследствии последовали реставрация здания храма и сооружение вокруг него чугунной решётки. В августе 1998 года состоялось освящение восстановленного храма, которое провёл лично патриарх Московский и всея Руси Алексий II.
1995 год стал началом возрождения при храме монашеской жизни Свято-Троицкой мужской обители. После того как при церкви в декабре 1997 года было возрождено Тюменское духовное училище, было начато и уже в 1999 году было завершено возведение для него нового здания. И храм, и новое здание вошли в единый архитектурный ансамбль. После переезда духовного училища в освободившемся здании разместилась Тюменская православная гимназия.
28 декабря 2011 года, в связи с принятием на Епархиальном совете решения о создании самостоятельного прихода при церкви, последовало назначение его настоятелем иерея Александра Трифонова, директора Тюменской православной гимназии.

### Архитектура
Возведение храма происходило по типу трапезных. Завершением церкви служило богато декорированное пятиглавие. Капитальный ремонт, проведённый в XIX веке, повлёк за собой утрату изящного барочного декора церкви.

### Статистика
- 1895—1020 прихожан (493 мужчины, 527 женщин)
- 1897—997 прихожан (471 мужчина, 526 женщин)
- 1901—976 прихожан (459 мужчин, 517 женщин)
- 1913—183 двора, 955 прихожан (443 мужчины, 512 женщин)

### Настоятели
- Евгений Седаков (1888—1898?)
- Евлампий Седаков (1898 — август 1911)
- Михаил Зверев (1911 — упом. в 1913 году)[1]
- Георгий Санников (упом. в 1999 году)
- Александр Трифонов (с 28 декабря 2011)

## Устройство

### Престолы
- Воздвижения Креста Господня (основной)
- Святителя Николая Чудотворца

### Приписные часовни
- Введения во храм Пресвятой Богородицы в д. Метелевой (упом. в 1913 году)
- Троицы Живоначальной в д. Ворониной (по свед. 1897—1913 гг.)
- кладбищенская, каменная, крытая железом (по свед. 1897—1913 гг.)

## Комментарии
1. ↑  По данным епархиальных адрес-календарей 1895—1903 годов, строительство было окончено в 1792 году.